# Y&T
Y&T – amerykański zespół rockowy, założony w 1974 roku jako Yesterday & Today. Od 1981 roku znany pod nazwą Y&T.

## Historia
Grupa została założona w San Francisco przez wokalistę i gitarzystę prowadzącego Dave'a Menikettiego, basistę Phila Kennemore'a i perkusistę Leonarda Haze'a. Nazwę zespołu zaczerpnięto od EP Yesterday and Today zespołu The Beatles. Po dołączeniu gitarzysty Joeya Alvesa grupa zaczęła intensywnie koncertować w rejonie The Bay Area, stanowiąc support m.in. przed Journey i The Doobie Brothers. Po podpisaniu kontraktu z London Records w 1976 roku ukazał się debiutancki album grupy pt. Yesterday and Today. Album nie odniósł sukcesu komercyjnego, podobnie jak wydawnictwo Struck Down z 1978 roku, wskutek czego London zerwał kontrakt z zespołem.
W 1981 roku zespół podpisał długoterminowy kontrakt z wytwórnią A&M. Z tej okazji skrócono nazwę zespołu do Y&T. W tym samym roku wydany został album pt. Earthshaker, dzięki któremu zespół odniósł popularność, w efekcie czego supportował AC/DC i KISS, a także wystąpił na festiwalu Pinkpop. Producentem kolejnego albumu – Black Tiger – był współpracujący wówczas z Ozzym Osbournem Max Norman. Album był spokojniejszy w brzmieniu aniżeli jego poprzednik i nie odniósł sukcesu komercyjnego. Producentem kolejnego albumu pt. Mean Streak był Chris Tsangarides. Album otrzymał żywsze brzmienie, a tytułowa piosenka zajęła 25. miejsce na liście Mainstream Rock Songs.
Album z 1984 roku pt. In Rock We Trust był dla zespołu rozczarowaniem komercyjnym, jednakże w tamtym czasie Y&T wystąpił na festiwalu Monsters of Rock. W 1985 roku A&M wydał album Open Fire. Znajdująca się na nim chwytliwa piosenka „Summertime Girls” zajęła 55. miejsce na liście Hot 100 oraz 16. na liście Mainstream Rock, będąc ponadto utworem często odtwarzanym w MTV. Pospiesznie nagrany i wydany album Down for the Count był ostatnim wydanym przez A&M mimo faktu, że w tym czasie Y&T stanowił support przed Mötley Crüe i Aerosmith. Nową wytwórnią grupy został Geffen, który odniósł sukces podczas współpracy z Aerosmith. Narzucony przez wytwórnię glammetalowy wizerunek nie wpłynął pozytywnie na sprzedaż albumu pt. Contagious. Ponadto w tym okresie doszło do zmian na stanowisku perkusisty (Haze'a zastąpił Jimmy DeGrasso) oraz gitarzysty (Alvesa zastąpił Stef Burns). Wkrótce po wydaniu albumu Ten grupa rozpadła się.
W 1995 roku Y&T zjednoczył się i nagrał album Musically Incorrect, zaś dwa lata później – Endangered Species. W 2001 roku zespół ponownie się zjednoczył. W 2010 roku Frontiers Records wydał studyjny album Y&T pt. Facemelter.

## Skład zespołu

### Obecny
- Dave Meniketti – gitara, wokal (1974–1991, od 1995)
- John Nymann – gitara (od 2003)
- Mike Vanderhule – perkusja (od 2006)
- Aaron Leigh – gitara basowa (od 2016)

### Dawni członkowie
- Leonard Haze – perkusja, wokal (1974–1986, 2001–2006; zmarł 2016)
- Phil Kennemore – gitara basowa, instrumenty klawiszowe, wokal (1974–1991, 1995–2011; zmarł 2011)
- Joey Alves – gitara (1974–1989; zmarł 2017)
- Jimmy DeGrasso – perkusja (1986–1991, 1995–2001)
- Stef Burns – gitara (1989–1991, 1995–2003)
- Brad Lang – gitara basowa (2010–2016)

## Dyskografia

### Albumy studyjne
- Yesterday and Today (1976)
- Struck Down (1978)
- Earthshaker (1981)
- Black Tiger (1982)
- Mean Streak (1983)
- In Rock We Trust (1984)
- Down for the Count (1985)
- Contagious (1987)
- Ten (1990)
- Musically Incorrect (1995)
- Endangered Speciesop (1997)
- Facemelter (2010)

### Albumy koncertowe
- In Concert (1984)
- Open Fire (1985)
- Yesterday & Today Live (1991)
- Live on the Friday Rock Show (1998)
- Live at the Mystic (2012)

### Kompilacje
- Forever – Best of Y&T (1987)
- Anthology (1989)
- Best of '81 to '85 (1990)
- Ultimate Collection (2001)
- Unearthed Vol. 1 – Demos & Unreleased Recordings from 1974 Through 2003 (2003)
- Unearthed Vol. 2 – Demos & Unreleased Recordings from 1974 Through 1989 (2004)
- Earthquake – The A&M Years 1981-1985 (2013) (box set)